# Vivian Smolen
Vivian Smolen (7 de marzo de 1916 – 11 de junio de 2006) fue una actriz en la época de la radio tradicional. Es más conocida por su trabajo en seriales televisivos, especialmente por interpretar a Sunday Brinthrope, el personaje principal de Our Gal Sunday, y a Laurel, la hija del personaje principal de Stella Dallas.
Décadas después de que esos papeles terminaran, un artículo del Chicago Tribune decía: "Cuando Vivian Smolen Klein habla, la gente escucha. Hay algo en su voz, un recuerdo, un indicio de algo pasado, algo que una vez fue muy importante."

## Primeros años
Smolen nació en la ciudad de Nueva York. Cuando era estudiante de primaria, hizo una audición y consiguió un papel en The Children's Hour en Nueva York. Ese trabajo le reportó 2 dólares por programa. Más tarde recordó: "Les gusté. Me quedé con ellos mucho tiempo." Mientras aún estaba en la escuela, también actuó en el programa infantil The Lady Next Door. Se graduó en la James Madison High School de Brooklyn, Nueva York, en 1933 y asistió al Brooklyn College.

## Carrera
En 1941, Smolen fue elegida para interpretar a Laurel Dallas en Stella Dallas. Su trabajo en ese programa le ayudó a conseguir el papel protagonista en Our Gal Sunday, un papel que interpretó desde 1946 hasta 1959. Los dos programas se emitían simultáneamente, pero Smolen dijo: "No era raro tener dos papeles importantes a la vez. Hice muchos papeles en muchos programas de radio todo el tiempo." Otros trabajos de Smolen en la radio incluyeron interpretar a Veronica Lodge en Archie Andrews y a Marge Barclay en Doc Barclay's Daughters.: 100 .
En 1957, Smolen formó parte del reparto secundario en una grabación de Pinocchio publicada por Decca Records.

## Últimos años
En la década de 1970, Smolen actuó en el Chicago Radio Theater y participó en anuncios publicitarios.

## Vida personal
Smolen se casó con Harold Klein, un ejecutivo de Plitt Theatres.